# Interpretatio Romana
Interpretatio Romana is het Romeinse gebruik om de goden van andere volkeren aan te duiden met de namen van Romeinse goden. Een bekend voorbeeld hiervan is de gelijkstelling van Romeinse en Griekse goden, maar hetzelfde werd gedaan met godheden uit andere mythologieën.
De uitdrukking Interpretatione Romana ("Op zijn Romeins uitgedrukt") werd voor het eerst gebruikt door Tacitus in zijn boek Germania. Daar waar hij het heeft over een boomheiligdom van de Naharvali, zegt hij "Praesidet sacerdos muliebri ornatu, sed deos interpretatione Romana Castorem Pollucemque memorant" ('een priesteres in vrouwelijk ornaat gaat voor, maar zij herdenken volgens de Romeinse interpretatie de goden Castor en Pollux.'). Elders beweert hij dat de hoofdgoden van de oude Germanen Hercules en Mercurius waren, (terwijl hij daar mogelijk naar Donar en Wodan refereert).
| Romeins   | Etruskisch | Germaans | Keltisch  | Egyptisch | Grieks        |
| --------- | ---------- | -------- | --------- | --------- | ------------- |
| Apollo    | Aplu       |          | Belenos   | Horus     | Apollo        |
| Bacchus   | Fufluns    |          |           | Osiris    | Dionysos      |
| Diana     | Artume     |          | Arduinna  | Bastet    | Artemis       |
| Iuno      | Uni        |          |           |           | Hera          |
| Iupiter   | Tinia      |          | Taranis   | Amon      | Zeus          |
| Hercules  | Hercle     | Donar    | Ogmios    |           | Herakles      |
| Mars      | Maris      | Tiwaz    | Teutates  |           | Ares          |
| Mercurius | Sethlans   | Wodan    | Lugos     | Thoth     | Hermes        |
| Minerva   | Menrva     |          | Brigantia |           | Pallas Athena |
| Venus     | Turan      | Friia    |           | Isis      | Aphrodite     |

## Kelten
Julius Caesar beschrijft in De Bello Gallico de Keltische goden, maar noemt ze met geromaniseerde namen, zonder dat hij de Gallische namen weergeeft. Naast herkomst een aantal minder antieke auteurs, stammen de meeste interpretaties van de talrijke epigrafische getuigenissen. Menige godheid werd met de onderscheiden Romeinse goden vergeleken. Met de romanisering van de Kelten kwamen ook de Romeinse namen meer en meer in gebruik.
- Mercurius: Esus, Arvernorix, Cissonius, Toutenus, Vassocaletis
  - Maia: Rosmerta
- Mars: Toutates, Camulos, Caturix, Cicollos, Loucetius
  - Bellona: Litavis
  - Victoria: Nemetona
- Apollo: Belenus, Bormo, Grannus, Toutiorix
- Jupiter: Taranis, Bussurigios, Poeninus, Teutanus
- Minerva: Belisama, Brigit, Brigantia...
- Silvanus: Ategnissa, Vosegus
  - Diana: Abnoba, Arduinna
- Neptunus: Rhenus